# Furacão Erin (2001)

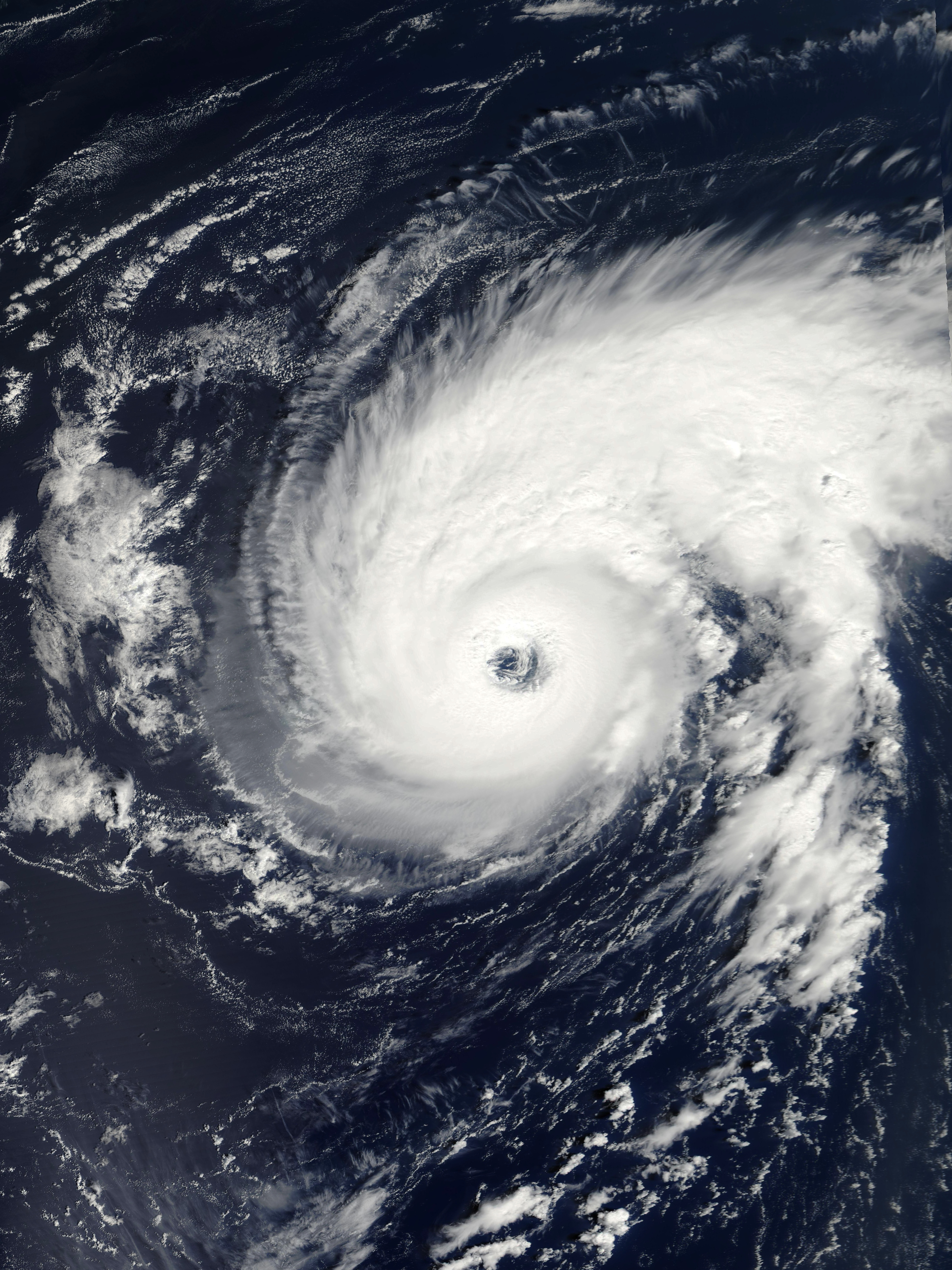

O furacão Erin foi o furacão de mais longa duração da temporada de furacões no Atlântico de 2001. Sexto ciclone tropical, quinta tempestade tropical e primeiro furacão da temporada, Erin se originou a partir de uma onda tropical em 1º de setembro daquele ano. Após atingir 95 km/h como tempestade tropical enquanto se movia para oeste-noroeste, os ventos de cisalhamento enfraqueceram Erin, o que causou sua dissipação em 5 de setembro. Os remanescentes se reorganizaram em um ciclone tropical no dia seguinte, e Erin se fortaleceu, tornando-se um furacão em 9 de setembro enquanto se movia para noroeste. Esta foi a data mais tardia para o primeiro furacão de uma temporada desde o furacão Diana, em 10 de setembro de 1984. Erin rapidamente se intensificou e atingiu picos de ventos de 195 km/h ainda naquele dia. Na sua maior aproximação, Erin passou a 170 km ao leste-nordeste de Bermudas, no momento em que estava próximo de seu pico de intensidade e, mais tarde, enfraquecido, virou-se para o leste. O cavado de Erin virou para o nordeste, e depois de passar a leste do Cabo Race, Newfoundland, tornou-se extratropical em 15 de setembro. Os remanescentes extratropicais continuaram a se mover a nordeste e finalmente perderam sua identidade perto da Groelândia em 17 de setembro.
Apesar de ter passado a 170 km a leste das Bermudas, o furacão Erin causou poucos danos ou efeitos sobre a ilha. Grandes ondas do furacão produziram uma ressaca áspera e correntes ao longo da costa leste dos Estados Unidos. Em Terra Nova, Erin provocou moderadas quantidades de chuva e rajadas de vento, embora nenhum dano foi relatado. Ao longo de sua trajetória, Erin não causou vítimas, nem ferimentos ou danos menores.

## Histórico meteorológico
Uma onda tropical deixou a costa da África em 30 de agosto de 2001. Ela quase que imediatamente apresentou sinais de formação de um ciclone tropical com o desenvolvimento de convecção profunda e rainbands curvas. A organização se continuou, e mais tarde no dia 30 classificações Dvorak começaram no sistema. Em 31 de agosto, depois de passar bem ao sul do ilhas Cabo Verde, o sistema parou em sua tendência de organização. A convecção se tornou esporádica, e o sistema ficou mal organizado enquanto se movia para oeste a 32 km/h. No entanto, as condições ambientais permanecem favoráveis. Em 1º de setembro, o padrão de nuvens ficou mais organizado, e uma circulação de baixo nível se desenvolveu rapidamente. Na sequência de um aumento da convecção e conformação de uma circulação de baixo nível por uma bóia, Estima-se que o sistema desenvolvido para a depressão tropical Seis na noite de 01 de setembro quando foi localizado 1.600 milhas (2.590 km) a leste da Antilhas Menores .

## Impacto e preparações
Erin produziu ventos moderados em toda a Terra Nova, incluindo um vento relatório sustentada máxima de 53 mph (85 km / h) com rajadas de 108 km/h em Cape Race. A tempestade também produziu quantidades moderadas de precipitação, atingindo um máximo de 131 mm na Ilha Sagona. Ao longo da costa, a passagem da tempestade levaram a alturas de até 30 pés (9,3 m), enquanto uma offshore bóia registrou uma altura de onda de 47 pés (14,2 m). Nenhum dano foi relatado no Canadá.